# 弗拉斯季米尔·柯别茨基
弗拉斯季米尔·柯别茨基（捷克語：Vlastimil Kopecký，1912年10月14日—1967年7月30日），捷克男子足球运动员，司职前锋。他曾代表捷克斯洛伐克国家队参加1934年和1938年国际足联世界杯，其中1934年世界杯获得亚军。